# لاري ديفيس (مغني)
لاري ديفيس (بالإنجليزية: Larry Davis)‏ هو عازف قيثارة ومغني وكاتب أغاني أمريكي، ولد في 4 ديسمبر 1936 في كانساس سيتي في الولايات المتحدة، وتوفي في 19 أبريل 1994 في لوس أنجلوس في الولايات المتحدة بسبب سرطان.

## وصلات خارجية
- لاري ديفيس على موقع ميوزك برينز (الإنجليزية)
- لاري ديفيس على موقع أول ميوزيك (الإنجليزية)
- لاري ديفيس على موقع ديسكوغز (الإنجليزية)